# 柠檬菌素
柠檬菌素是一种有机化合物，化学式C14H10O7，属于聚酮衍生物，存在于青黴菌（Penicillium）等物种中，能作为抗生素。